# Уолкер, Сирс Кук
Сирс Кук Уолкер (англ. Sears Cook Walker; 28 марта 1805, Уилмингтон, Массачусетс — 30 января 1853, Цинциннати, Огайо) — американский астроном.
Окончив Гарвард в 1825 году, он работал учителем до 1835 года. В 1835—1845 годах был актуарием, а затем стал сотрудником обсерватории в Вашингтоне. В 1847 году он возглавил отдел определения долготы Береговой охраны США, где стал одним из первых, кто использовал электрический телеграф с целью определения разности долготы между двумя станциями; он также ввёл метод электрической регистрации разницы наблюдений с помощью хронографа. Он также исследовал орбиту вновь открытой на тот момент (в 1846 году) планеты Нептун.
Известно, что он владел как минимум семью языками. В 1837 году был избран членом Философского общества США. Его брат Тимоти (1802—1856) был главным юристом Огайо.